# Эпифиллы
Эпифиллы (от греч. epi — на и греч. phyllon — лист) — растения (эпифиты), живущие на листьях других деревьев (форофитах), в основном вечнозелёных, включая хвойные.
Как правило эпифиллы не получают от форофитов ничего, кроме среды обитания, но есть среди них и полупаразиты, ризоиды которых проникают в опорный лист и поглощают оттуда влагу и питательные вещества.
В сырых тропических лесах некоторые эпифиты из низших растений (водоросли, лишайники, грибы, печёночные мхи и даже бактерии) помещаются на старых многолетних листьях и нередко так разрастаются, что мешают процессу фотосинтеза и листья форофита отмирают. Этим эпифиллы наносят большой вред культурным растениям.
По мере увеличения доступности воды высшие растения также могут заселить эту среду обитания (например, в горных тропических лесах). Среду обитания эпифиллов называют филлосферой.